# MSC Divina
Az MSC Divina egy Fantasia osztályú üdülőhajó, mely 2012 májusában állt szolgálatba. A hajó az MSC Splendida és az MSC Fantasia elnevezésű társainak felfejlesztett változata.

## Építése
Az MSC Cruises 2010 júliusában jelentette be egy új Fantasia-osztályú hajó építését, mely neve MSC Fantastica lett volna. 2010 novemberében Sophia Loren tiszteletére keresztelték át Divinára. A színésznő mondta el az MSC Cruises elnökének, Gianluigi Aponte-nak, hogy szeretné, ha lenne egy hajó, amit utána neveztek el. A hajó 2012. május 19-én készült el, május 26-án Marseille-ben tartották a névadó ünnepségét.
Velencében a hajó lehorgonyzása tiltakozást váltott ki egyes aktivistákból, akik leveleket írtak Sophia Lorennek, tiltakozva a hajó által okozott légszennyezés, illetve a vibráció miatt, ami kárt okozhat a város történelmi épületeiben.

## Jellemzői
A hajó 333,3 méter hosszú és 38 méter széles. 22,99 csomóval, vagyis 41,4 km/h sebességgel tud haladni. 1739 luxuslakosztályával több mint száz kabinnal többel rendelkezik, mint két testvérhajója, liftekből is kettővel több üzemel rajta. A De Jorio Design International egy teljesen újratervezett fedélzettel és egy új étteremmel is bővítette a hajót. A MSC Yacht Clubot megnagyították, átalakították és számos fejlesztést vezettek be. Módosított hátsó társalgó, kaszinó, diszkó, és egy csak felnőttek számára használható új medence, továbbá masszázs, szauna, törökfürdő is üzemel. A Yacht Club tagjai számára Aurea Spa is elérhető. A vendégek szórakoztatását új 4D-s mozi és egy Forma 1-szimulátor is szolgálja.

## Útvonala
- 2012-ben: Bari - Katakolo - İzmir - Isztambul - vízen - Dubrovnik - Velence - Bari

## Galéria

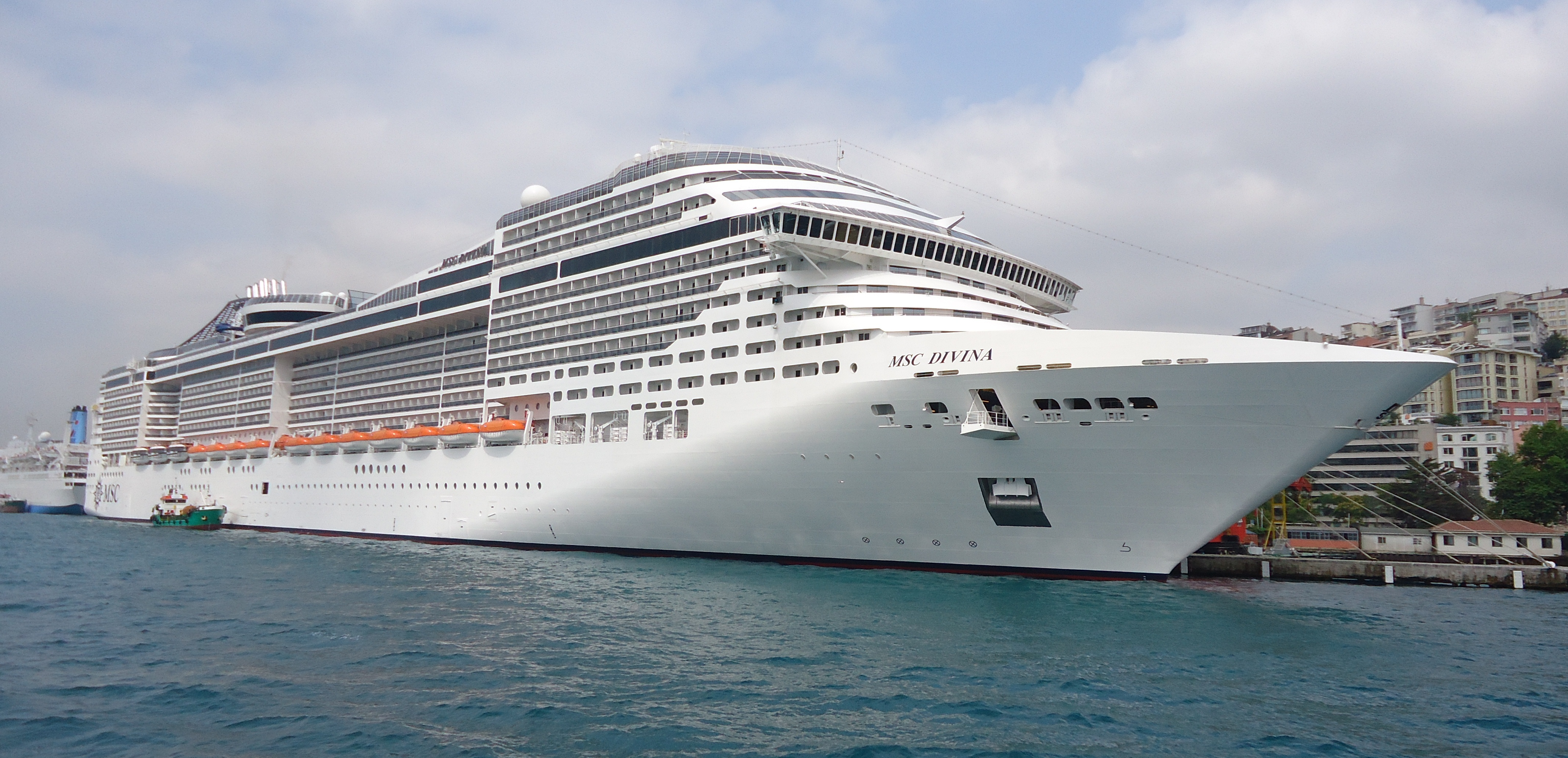
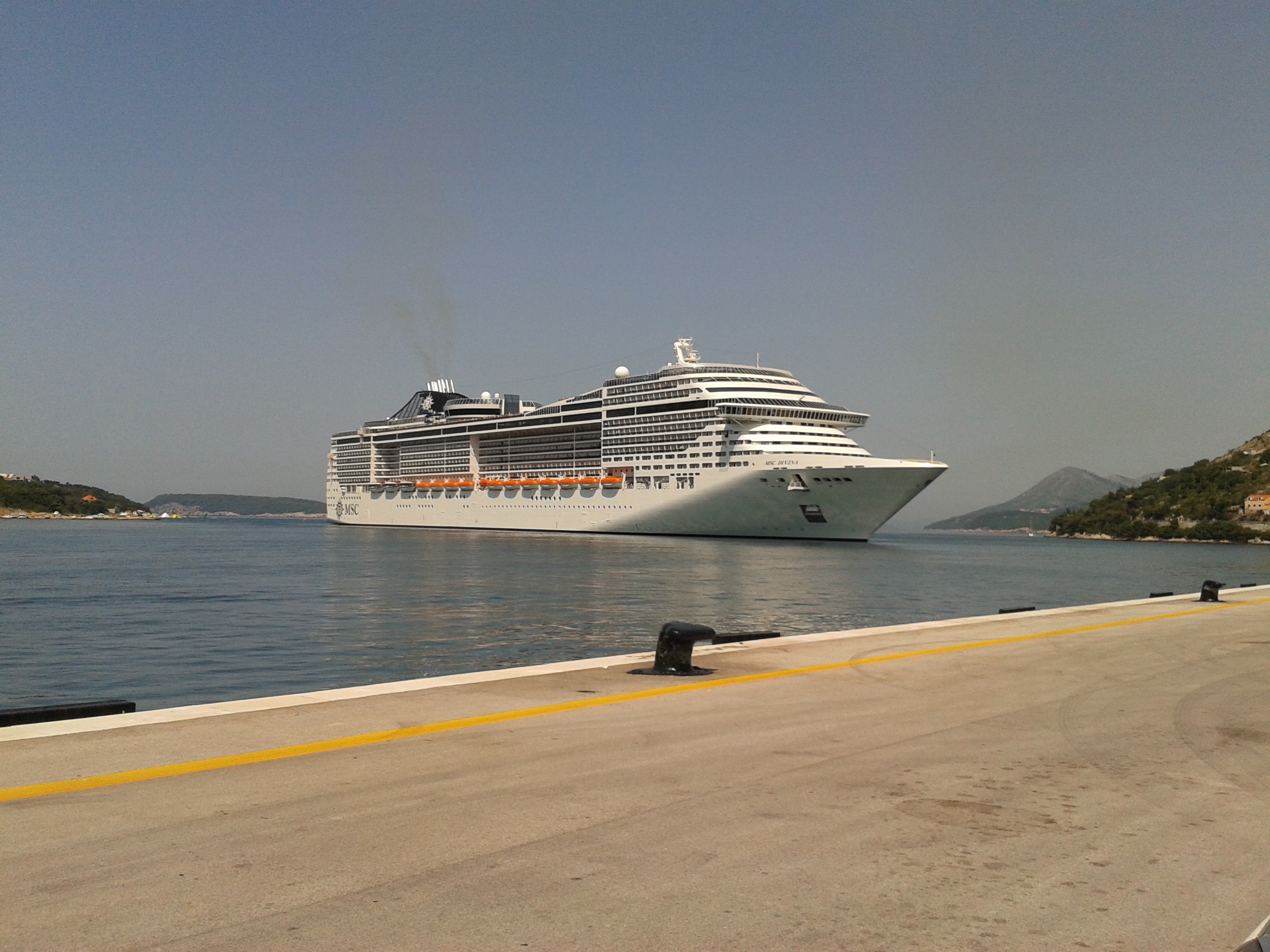
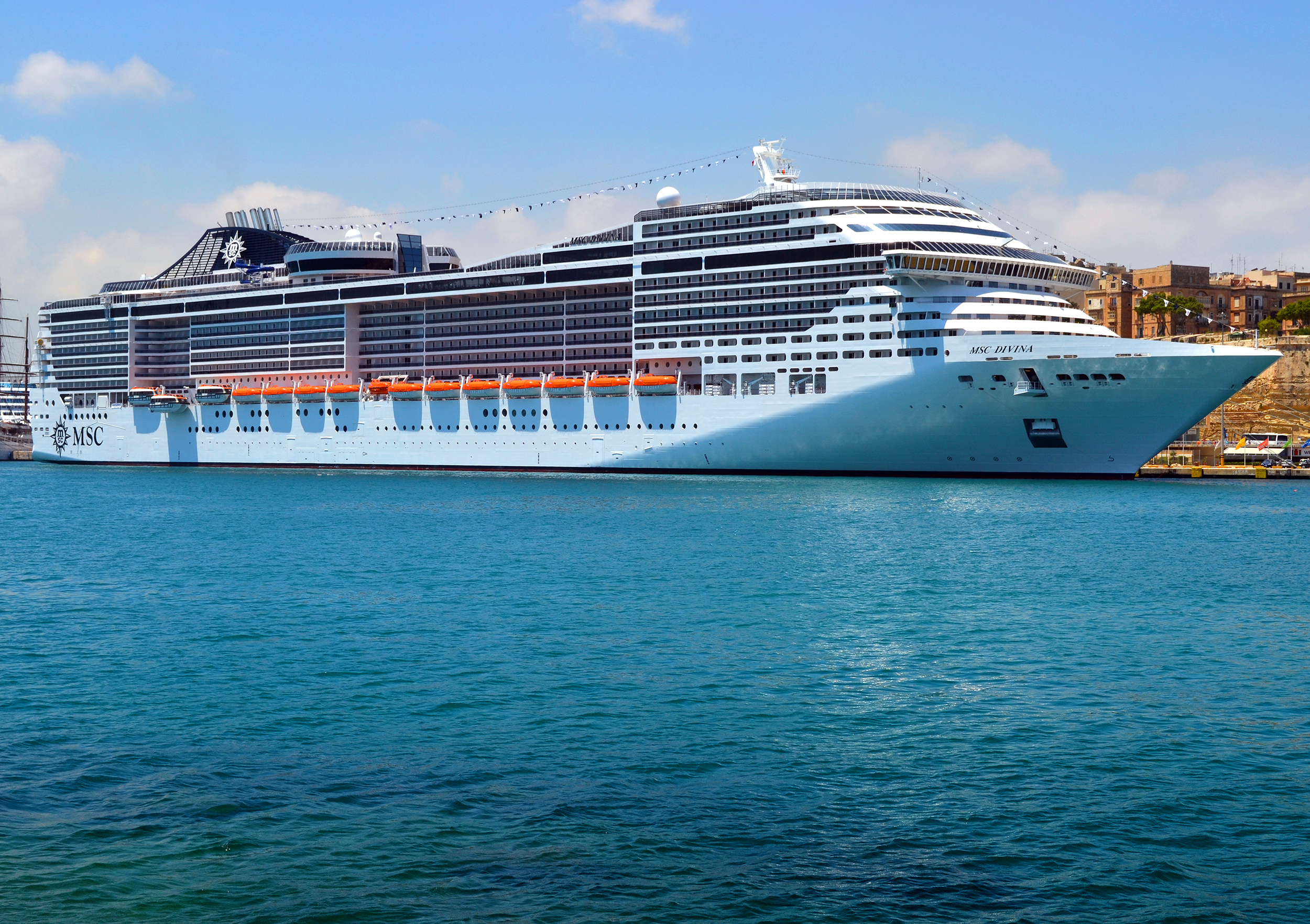